# Arquidiocese de Bourges
A Arquidiocese de Bourges (em latim: Archidioecesis Bituricensis) é uma Circunscrição eclesiástica católica na França. É a sé eclesiástica católica de rito romano localizada em Burges e que compreende toda o departamento de Cher e Indre, sua sede episcopal é a Catedral de Bourges. É sufragânea da Arquidiocese de Tours. Está atualmente em sede vacante.

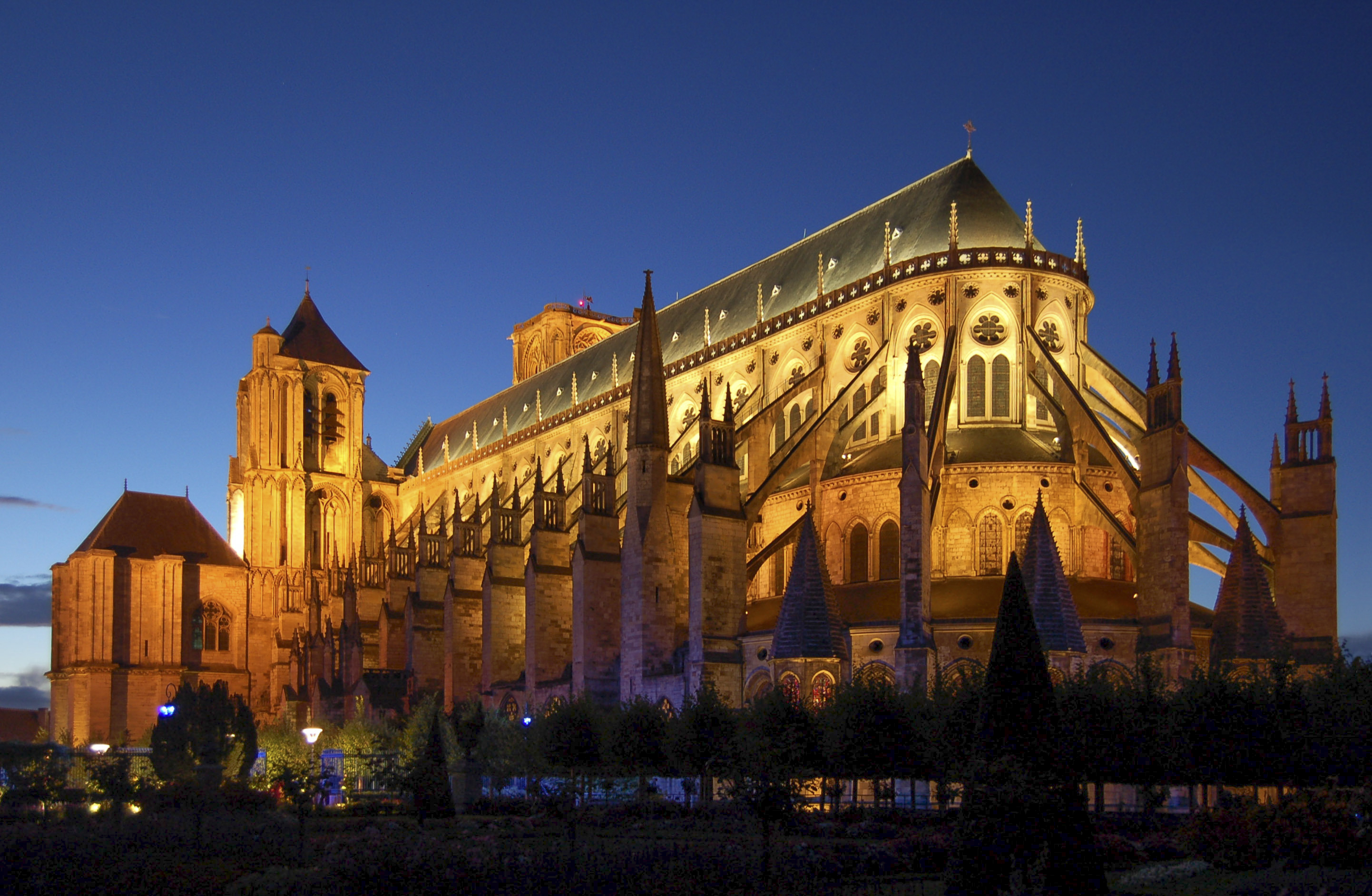
Catedral de Bourges a noite

## História
A arquidiocese foi erigida no século III. Segundo a tradição, o protobispo foi São Ursino, evangelizador da região histórica de Berry, mencionado em duas ocasiões nas obras de Gregório de Tours. Os dípticos da arquidiocese mencionam dez bispos depois de Santo Ursino, precedendo o primeiro bispo historicamente documentado de Bourges, Leão, que assinou os atos do Concílio de Angers em 4 de outubro de 453.
Bituriges foi a capital da província romana da Aquitânia antes, como atesta a Notitia Galliarum do início do século V. Com a afirmação da organização eclesiástica, Bituriges tornou-se, além de centro administrativo da região, sede metropolitana da província eclesiástica, modelada segundo a civil, que incluía as dioceses sufragâneas de Clermont, Rodez, Albi, Cahors, Limoges, Mende e Le Puy .
Na Idade Média, surgiu uma disputa entre as sedes metropolitanas de Bordeaux e Bourges sobre a reivindicação de Bourges à primazia da Aquitânia. A questão foi esclarecida por estudiosos modernos, que estabeleceram que a carta do Papa Nicolau I a Rodolfo ( 864 ), que data a existência do primado de Bourges no século IX e que qualifica o arcebispo com o título de patriarca, não é autêntica. Como capital da Aquitânia I, Bourges aspirava anteriormente à preeminência sobre as províncias da Aquitânia II e Aquitânia III e, portanto, também sobre Bordéus. Por volta de 1073 essas aspirações genéricas tomaram a forma de reivindicações; entre 1112 e 1126 o papado os reconheceu e em 1146 o Papa Eugênio III conferiu a primazia de Pierre de La Châtre, arcebispo de Bourges, sobre Bordeaux.
No século XII, dois papas visitaram Bourges: o Papa Pascoal II em 1107 e o Papa Alexandre III em 1163. No século seguinte, ocorreram dois dos mais importantes concílios regionais de Bourges, os de 1225 e 1226, que condenaram os albigenses.
Em 1195, iniciou-se a construção da catedral em estilo gótico. Foi consagrada pelo Arcebispo Guilherme de Brosse em 13 de maio de 1324.
Em 1225, um importante concílio foi realizado em Bourges, convocado pelo Cardeal Romano Bonaventura durante a Cruzada Albigense, para estabelecer quem entre Raimundo VII de Toulouse e Amalrico VI de Montfort era o senhor legítimo do Condado de Toulouse.
Em 1232, o Papa Gregório IX concedeu ao Arcebispo de Bourges, como patriarca, o direito de visitar a província da Aquitânia, impôs ao Arcebispo de Bordéus o dever de comparecer, pelo menos uma vez, aos concílios convocados pelo Arcebispo de Bourges e estabeleceu que as decisões do Arcebispo de Bordéus poderiam ser apeladas ao Arcebispo de Bourges. Quando ocasionalmente, em 1240 e 1284 , os arcebispos de Bourges visitaram Bordéus, encontraram as portas das igrejas fechadas e responderam com excomunhão aos protestos do clero de Bordéus contra suas visitas.
Quando a França perdeu a Aquitânia após a anulação do casamento entre Luís VII e Leonor da Aquitânia, celebrado na Catedral de Bordéus em 1137, Bordéus se tornou a capital das possessões inglesas na Aquitânia. Então a disputa entre as sedes metropolitanas de Bordeaux e Bourges assumiu um caráter político e o rei da França começou a apoiar as reivindicações de Bourges.
O Papa Clemente V (1305-14) se opôs às reivindicações de Bourges. Tornando-se Papa, apesar de suas simpatias francesas, ele perseguiu o plano de emancipar Bordeaux de Bourges.
Em 1327, a arquidiocese tinha 733 paróquias. No século XIV, a província eclesiástica foi ampliada com as novas dioceses, estabelecidas pelo Papa João XXII, de Tulle, de Saint-Flour, de Vabres e de Castres.
Em 1438, outro importante concílio foi realizado em Bourges que, após a aprovação da Pragmática Sanção do Rei Carlos VII, tentou estabelecer uma Igreja Galicana autônoma de Roma.
Durante o episcopado de Jean Cœur, na segunda metade do século XV, foi fundada a Universidade de Bourges.
Em 1528, um Concílio de Bourges condenou os huguenotes, que eram favorecidos tanto pela universidade onde Calvino e Teodoro Beza estudaram quanto pela corte de Margarida de Valois.
Em 1603, a arquidiocese tinha 772 paróquias, que se tornaram 801 em 1776 e 796 na véspera da Revolução, quando foram agrupadas em 9 arquidiaconatos e 20 arquipresbiteratos.
Em 3 de outubro de 1678, com a ereção da diocese de Albi como sede metropolitana, a província eclesiástica de Bourges perdeu as dioceses sufragâneas de Rodez, Castres, Vabres, Cahors e Mende.
Seguindo a concordata com a bula Qui Christi Domini do Papa Pio VII de 29 de novembro de 1801, a arquidiocese se expandiu, incorporando o território da diocese de Nevers, que foi suprimida.
Em 6 de outubro de 1822, em virtude da bula Paternae caritatis do mesmo Papa Pio VII, a diocese de Nevers foi restabelecida, tomando seu território da arquidiocese de Bourges. Ao mesmo tempo, a província eclesiástica de Bourges foi reestruturada, passando a incluir as sufragâneas de Clermont, Limoges, Le Puy, Tulle e Saint-Flour.
Após o Sínodo de 1990, em 1994 o território da arquidiocese passou por uma revisão substancial e o número de paróquias foi reduzido de mais de 500 para as atuais 64.
Após a reorganização dos distritos eclesiásticos franceses, desde 8 de dezembro de 2002 Bourges deixou de ser uma sé metropolitana, embora mantendo a dignidade de uma sé arquiepiscopal, e se tornou parte da província eclesiástica de Tours.

## Bispo desde 1600
- André Fremiot (1602–1621)
- Roland Hébert (1622-1638)
- Pierre d'Hardivilliers (1639-1649)
- Anne de Lévis de Ventadour (1649-1662)
- Jean de Montpezat de Carbon (1663-1674)
- Michel Poncet de La Rivière (1675-1677)
- Michel Phélypeaux de La Vrillière (1677–1694)[2]
- Léon Potier de Gesvres (1694-1729)
- Frédéric-Jérôme de la Rochefoucauld de Roye (1729-1757)
- Georges-Louis Phélypeaux d'Herbault (1757–1787)
- Jean-Antoine-Auguste de Chastenet de Puységur (1788–1802)
- Marie-Charles-Isidore de Mercy (1802–1811)
- Étienne-Jean-Baptiste-Louis des Gallois de La Tour (1817–1820)
- Jean-Marie Cliquet de Fontenay (1820–1834)
- Guillaume-Aubin de Villèle (1825–1841)
- Jacques-Marie-Antoine-Célestin du Pont (1842–1859)
- Alexis-Basile-Alexandre Menjaud (1859–1861)
- Charles-Amable de la Tour d'Auvergne Lauraguais (1861–1879)
- Jean-Joseph Marchal (1880–1892)

- Jean-Pierre Boyer (1893–1896)
- Pierre-Paul Servonnet (1897–1909)

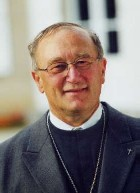
Bishop Armand Maillard

- Louis-Ernest Dubois (1909–1916), Nomeado Arcebispo de Ruão
- Martin-Jérôme Izart (1916–1934)
- Louis-Joseph Fillon (1934–1943)
- Joseph-Charles Lefèbvre (1943–1969) (Cardinal in 1960)
- Charles-Marie-Paul Vignancour (1969–1984)
- Pierre Marie Léon Augustin Plateau (1984–2000)
- Hubert Barbier (2000–2007)
- Armand Maillard (2007–2018)
- Jérôme Daniel Beau (2018–2025)